# Hôtel Saint-Pol
Pour les articles homonymes, voir Pol.

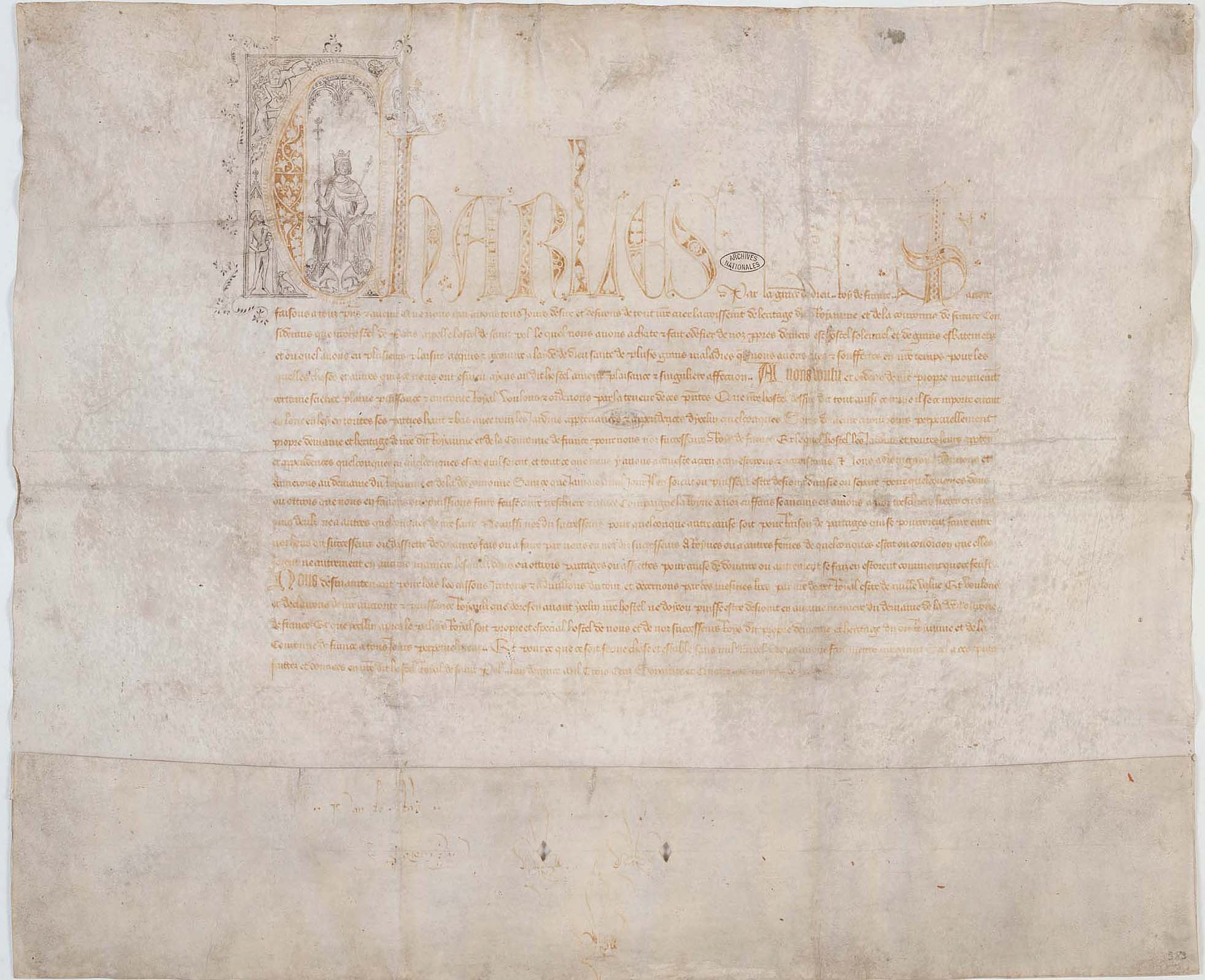
Charte de Charles V faisant défense d'aliéner l'hôtel Saint-Pol, juillet 1364.

L'hôtel Saint-Pol (orthographié alternativement hôtel Saint-Paul) est une demeure royale constituée pendant la période de la guerre de Cent Ans à Paris, sur la rive droite de la Seine, par la réunion de quatre propriétés préexistantes dont le dauphin, futur Charles V fait l'acquisition de 1361 à 1365. L'ensemble des bâtiments disparaît lors du lotissement du terrain, entrepris à partir de 1544, qui donne naissance aux rues Neuve-Saint-Paul (rue Charles-V depuis 1864), des Lions-Saint-Paul et de la Cerisaie. Ces rues appartiennent au quartier historique Saint-Paul, partie intégrante du site patrimonial remarquable dit Marais,,,.
L'hôtel Saint-Pol tirait son nom de la paroisse et de l'église Saint-Paul-des-Champs à laquelle il appartenait. Bien que situé extra-muros à l'est de l'enceinte de Philippe Auguste, il est dès l'origine bien protégé par l'impressionnant ouvrage défensif alors dénommé « fort et bastide Saint-Anthoine-lez-Paris » (voir Bastille), élevé en toute hâte de 1356 à 1358, et par l'amorce de la nouvelle enceinte de Charles V, également mise en chantier dès 1356. Seuls Charles V et Charles VI y établissent leur cour. Après la mort de ce dernier, en 1422, l'hôtel est abandonné par la famille royale au profit de l'hôtel des Tournelles et du palais du Louvre, puis morcelé et partiellement octroyé à leurs fidèles par Charles VII et Louis XI, avant d'être livré à un démembrement systématique et au lotissement sous les règnes de François Ier et d'Henri III.

## Genèse de l'hôtel royal Saint Pol

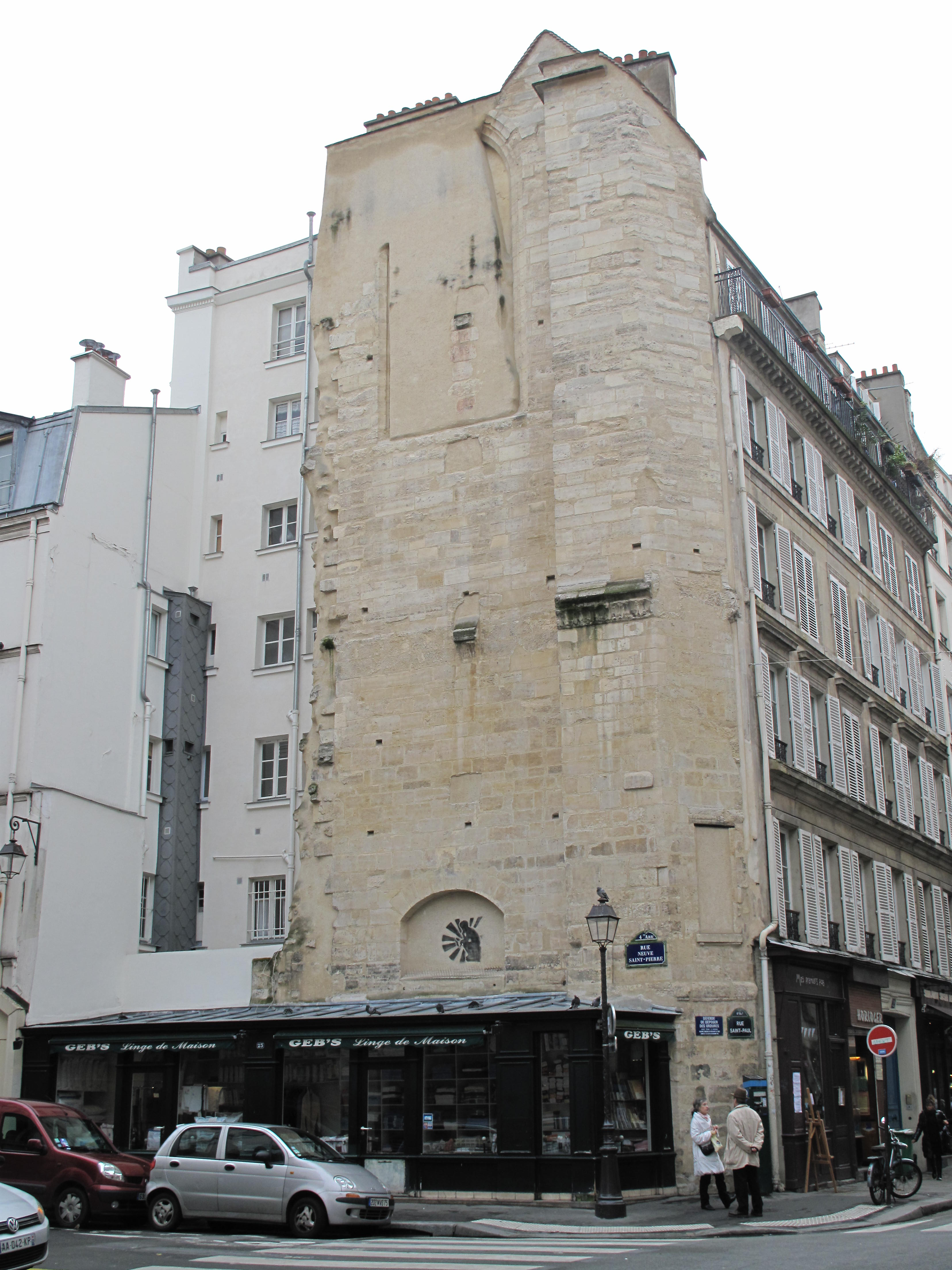
Vestige du clocher de l'église paroissiale église Saint-Paul-des-Champs.

Cette résidence royale fut voulue par Charles V alors qu'il n'était encore que dauphin, à la suite de l'incident de l'invasion du palais de la Cité par les bourgeois menés par Étienne Marcel lors des événements de 1358 où plusieurs de ses conseillers furent égorgés jusque dans sa chambre. De plus, il souhaitait séjourner hors des remparts de Philippe Auguste, pour s'affranchir des nuisances de la ville et aussi pouvoir gagner facilement la place forte de Vincennes, dont le donjon constituait un refuge sûr, vers l'est de la cité.
Il était limité par le quai des Célestins, la rue Saint-Paul, la rue Saint-Antoine et la rue du Petit-Musc, entourant mais excluant l’église Saint-Paul, dont un mur est encore visible ainsi que son cimetière et ses dépendances.
L’hôtel Saint-Pol n'était pas composé d'une seule bâtisse ; plusieurs habitations composaient ce domaine royal[source insuffisante]. Quatre hôtels avaient été rachetés successivement :
- L'hôtel du comte d'Étampes en 1361 pour 6000 royaux d'or, au sud de l'église Saint-Paul, qui constitua la résidence de la reine.
- L'hôtel des abbés de Saint-Maur en 1362, au nord jusqu'à la rue Saint-Antoine, constitua l'hôtel des enfants du roi.
- Le manoir du marchand de bois Simon Verjal en 1364 au sud face à la Seine pour l'hôtel du roi.
- L'hôtel des archevêques de Sens en 1366, qui fut déplacé en aval vers la rue du Figuier, qu'il occupe encore actuellement.

Charles VI  a ajouté la maison de Jehan de Roussy en 1418, constituant un ensemble clos mais non fortifié comme le montre le plan dit de Bâle de 1552 et décrit dans les chroniques de Jean Froissart, qui contient une miniature représentant l'entrée d'Isabeau de Bavière dans Paris, et qui est l'une des seules représentations de l'hôtel royal de Saint-Pol. 

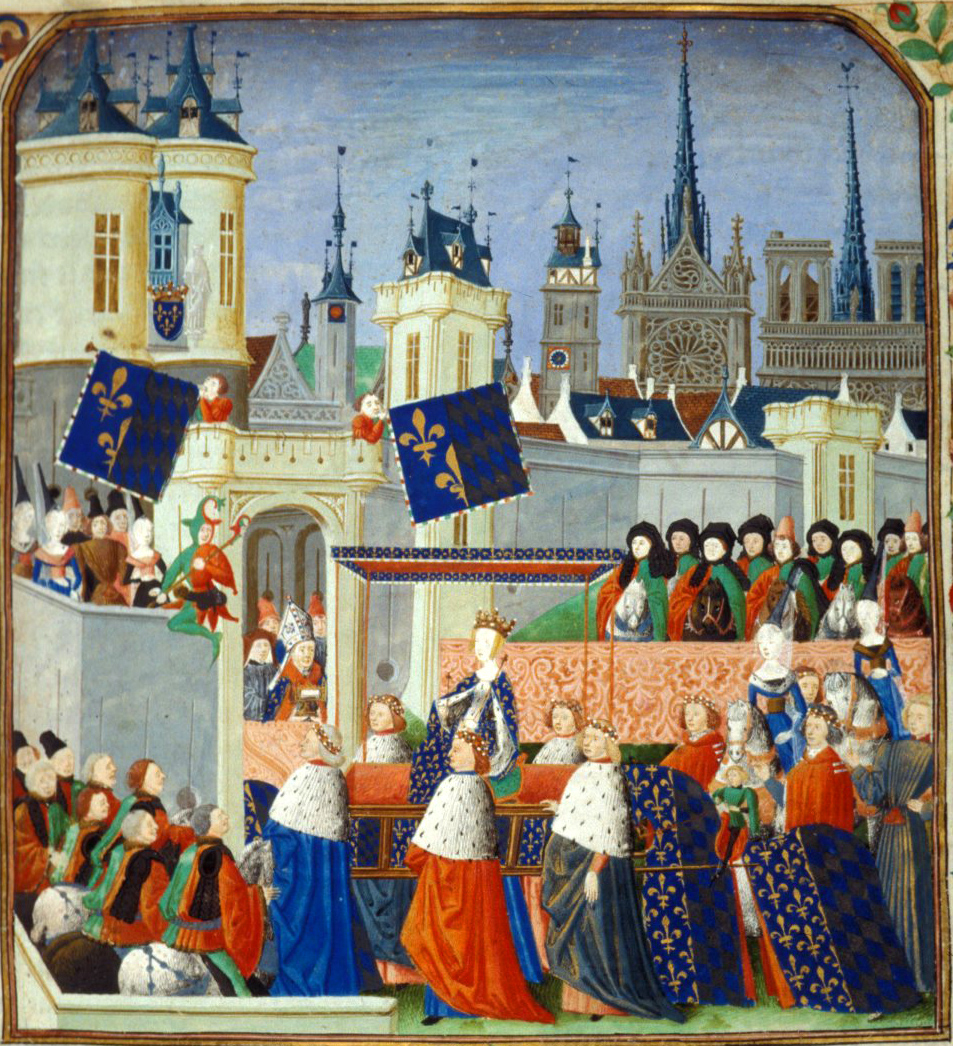
Entrée d'Isabeau de Bavière dans Paris.

Les  bâtiments étaient reliés par des galeries ouvrant sur les jardins. L'entrée principale se trouvait rue Saint-Paul et son portail était décoré de lions en pierre, débouchant sur le palais de la Reine, mais il existait aussi une entrée sur le quai, face à la Seine pour le palais du Roi, débouchant sur la grande cour, où pouvaient se tenir des tournois. 
L'ensemble fut néanmoins inclus dans le nouveau rempart, qui partait de la tour Barbeau, constituant l'enceinte de Charles V qui longe le quai des Célestins et est fermée à l'est par la Bastille Saint-Antoine débutée en 1370[source insuffisante].
La description par le roi lui-même est éloquente : « Considérant que notre hostel de Paris, appelé l’hostel de Saint-Pol, lequel nous avons acheté et fait édifier de nos propres deniers, est l’hostel solennel des grands esbattements, et auquel nous avons eu plusieurs plaisirs, acquis et recouvré, à l’aide de Dieu, santé de plusieurs grandes maladies que nous avons eues et souffertes de nostre temps ; par lesquelles choses et autres qui à ce que nous ont esmus, avons audit hostel, amour plaisance et singulière affection ».
Le logis du roi s’ouvrait vers la Seine et s’étendait jusqu’à l’actuelle rue des Lions-Saint-Paul. Derrière, siégeait celui de la reine et, au bout du domaine de l’hôtel royal Saint-Pol, se trouvait le logis des enfants royaux, en particulier du dauphin, le futur Charles VI de France, donc au nord de l'actuelle rue des Lions-Saint-Paul.

## Description

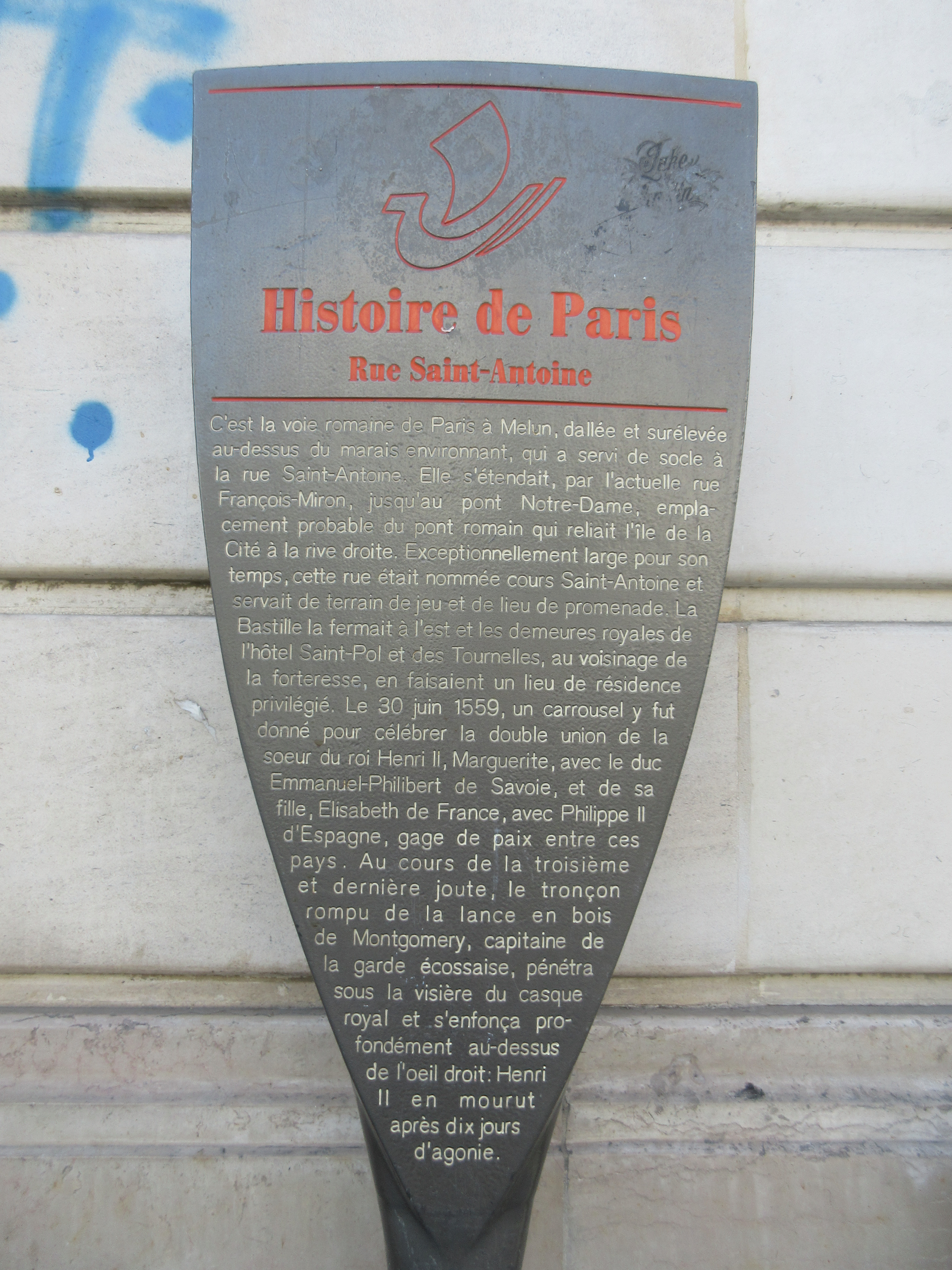
Panneau Histoire de Paris
« Rue Saint-Antoine ».

Chacune de ces demeures était dotée de salles dont certaines étaient destinées aux banquets et autres festivités donnés par le roi, de chambres réservées aux invités du souverain français, certaines pièces étaient réservées au roi et à sa famille, elles étaient luxueusement ornées de bois précieux, de peintures, d'orfèvrerie. Charles V fit décorer les murs de tentures brodées de perles, sur les meubles étaient disposés des livres et des joyaux d'orfèvrerie. Chaque pièce de cet hôtel fut agrémentée selon les goûts personnels du monarque. Deux chapelles ont été construites à l'intérieur de cette résidence, l'une réservée au roi, l'autre réservée à la reine Jeanne de Bourbon. La décoration de l'hôtel Saint-Pol fut l'œuvre de Charles V. Le souverain français passionné de joaillerie ornera les murs de tentures brodées de perles et d'or - une autre de ses passions -, et de nombreux meubles seront décorés de statues ciselées d'or et d'argent et autres trésors d'orfèvrerie. Cet hôtel renfermait une remarquable collection de livres précieux que le roi aimait à rassembler, dont ceux de son père Jean II de France qui fut également grand amateur de livres. Cette collection de livres permettra à Charles V de créer la Bibliothèque royale qui deviendra quelques siècles plus tard la Bibliothèque nationale de Paris. Les étuves, les bains sont également dorés.

## Fonctions
Mais Charles V fut un roi travailleur, il n'omit pas d'aménager, dans ce luxueux hôtel, une salle pour le Conseil du roi. L'hôtel était le siège du gouvernement : Charles V y installa les réunions du Grand conseil et des maîtres des requêtes alors que le reste de l'administration demeurait sur l'île de la Cité[source insuffisante].
L'hôtel Saint-Pol possédait également une grande tour carrée qui abritait une partie du trésor royal

## Devenir du palais Saint-Pol
À la mort de Charles VI, la reine Isabeau de Bavière y demeura jusqu'en 1435. En 1431, Henri VI d'Angleterre y séjourna brièvement avant son couronnement, mais la désaffection royale commence dès que Charles VII reprend Paris en 1436, dont il se méfie. Charles préfère résider à l'hôtel des Tournelles. L'hôtel Saint-Pol est alors l’objet de démembrements partiels car il est loué ou donné à des serviteurs méritants. 

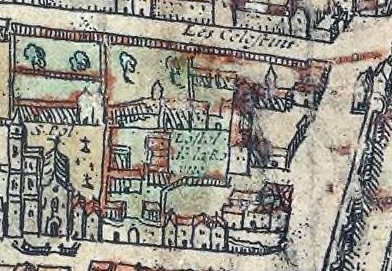
Hôtel de la reine vers 1530 (plan de Braun et Hogenberg).

Cette situation perdura 120 ans, jusqu’à ce que François Ier, à court d’argent, décide de vendre par lots plusieurs hôtels royaux « viels, inutiles, inhabités et délaissés en ruyne et décadence » qui ne faisaient qu'« encombrer, empescher et defformer grandement » la ville de Paris. L'adjudication sous forme de 36 lots de l'hôtel de la Reine s'accompagna du percement de la rue Beautreillis, qui comprend encore actuellement au no 6 (devant le) : vestiges de l'hôtel Raoul. Les lots sont acquis principalement par Claude Girard (charpentier) et Jehan Bocquet (marchand de bois) pour 403 livres, avec obligation de bâtir, mais ceux-ci s'en serviront pour entreposer le bois de leur commerce pendant plusieurs années. Les constructions se feront ensuite progressivement après redécoupage des lots à l'occasion d'héritages en particulier en avril 1604, quand Jacques Doulent vend pour 18 000 livres son logis à Paul Ardier, conseiller du roi Henri IV.
Au bout du quai des Célestins, l'hôtel Fieubet ou La Vallette se situe à l'emplacement d'une partie de l’hôtel royal de Saint-Pol, cédé en adjudication en 1519 par François Ier. En 1587, Raymond Phélypeaux d'Herbault, secrétaire de la chambre du roi, fait construire un premier hôtel qui sera repris et transformé en 1676 par Gaspard III de Fieubet, chancelier de la reine Marie-Thérèse. En 1857, il est acquis par le comte de Lavalette, qui le fait transformer par Jules Gros dans un style néo-baroque italo-espagnol, après avoir servi transitoirement de raffinerie de sucre.